# Górniczy Klub Sportowy GieKSa Katowice 2019-2020
Questa voce raccoglie le informazioni riguardanti il Górniczy Klub Sportowy GieKSa Katowice nelle competizioni ufficiali della stagione 2019-2020.

## Organigramma societario
Area direttiva
- Presidente: Marcin Janicki

Area tecnica
- Allenatore: Dariusz Daszkiewicz
- Allenatore in seconda: Grzegorz Słaby

## Rosa
| N° | Nome               | Ruolo | Data di nascita   | Nazionalità sportiva |
| -- | ------------------ | ----- | ----------------- | -------------------- |
| 1  | Jan Nowakowski     | C     | 17 maggio 1994    | Polonia              |
| 2  | Jakub Szymański    | S     | 25 marzo 1998     | Polonia              |
| 3  | Wiktor Musiał      | O     | 30 marzo 1993     | Polonia              |
| 5  | Miłosz Zniszczoł   | C     | 2 luglio 1986     | Polonia              |
| 6  | Jan Firlej         | P     | 26 settembre 1996 | Polonia              |
| 7  | Jakub Jarosz       | O     | 10 febbraio 1987  | Polonia              |
| 10 | Maciej Fijałek     | P     | 7 agosto 1982     | Polonia              |
| 11 | Adrian Buchowski   | S     | 30 settembre 1991 | Polonia              |
| 12 | Emanuel Kohút      | C     | 21 luglio 1982    | Slovacchia           |
| 13 | Rafał Szymura      | S     | 29 agosto 1995    | Polonia              |
| 14 | Kamil Drzazga      | C     | 11 settembre 2000 | Polonia              |
| 15 | Kamil Kwasowski    | S     | 13 settembre 1990 | Polonia              |
| 17 | Szymon Gregorowicz | L     | 7 marzo 1994      | Polonia              |
| 21 | Dustin Watten      | L     | 27 ottobre 1986   | Stati Uniti          |